# Gesetz zur Wiederherstellung des Berufsbeamtentums
Das Gesetz zur Wiederherstellung des Berufsbeamtentums, kurz Berufsbeamtengesetz (BBG), wurde nach der Machtübernahme der Nationalsozialisten am 7. April 1933 erlassen. Bei dem Titel des Gesetzes handelt es sich um einen irreführenden Kampfbegriff. Schon zuvor hatte in Deutschland ein Berufsbeamtentum bestanden. Das BBG diente dem Ziel, Juden, Menschen jüdischer Herkunft und politisch unerwünschte Personen aus dem Staatsdienst zu entfernen.

## Inhalt
Politische Gegner des Nationalsozialismus („Beamte, die nach ihrer bisherigen politischen Betätigung nicht die Gewähr dafür bieten, dass sie jederzeit rückhaltlos für den nationalen Staat eintreten“) konnten nach § 4 in den Ruhestand versetzt oder aus dem Dienst entlassen werden.
Ferner waren Beamte zu entlassen, die nach 1918 in ihren Beruf eingetreten waren, ohne die für die Laufbahn übliche Vorbildung nachweisen zu können. Diese wurden im Sprachgebrauch als „Parteibuch-Beamte“ bezeichnet.
§ 3 ist eines der bekanntesten Beispiele eines „Arierparagraphen“. Als „Beamte nicht arischer Abstammung“ galten nach § 3 Absatz 1 der „Ersten Verordnung zur Durchführung des Gesetzes zur Wiederherstellung des Berufsbeamtentums“ schon diejenigen, die nur einen jüdischen Großelternteil im Stammbaum hatten. Sie konnten nunmehr entlassen oder vorzeitig in den Ruhestand versetzt werden. Nach § 3 Absatz 2 sollten jedoch „nicht arische“ Beamte im Dienst belassen werden, wenn sie schon vor August 1914 verbeamtet worden waren (Altbeamtenregel), oder die im Weltkrieg an der Front für das Deutsche Reich oder für seine Verbündeten gekämpft haben oder deren Vater oder Söhne im Weltkrieg gefallen sind. Die Ausnahmeregelung für Frontkämpfer wurde als „Frontkämpferprivileg“ bezeichnet. Diese Klausel hatte der Reichspräsident Paul von Hindenburg in einem Schreiben an Adolf Hitler als Ausnahmeregelung eingefordert.
Alle im Beamtenstatus befindlichen Personen mussten von nun an den sogenannten Ariernachweis erbringen, der belegen sollte, dass der Beamte keine Vorfahren jüdischer Religionszugehörigkeit hatte. Als Dokumente vorzulegen waren: die Geburtsurkunde, die Geburts- oder Taufurkunden der Eltern und Großeltern, die Heirats- oder Trauurkunden der Eltern und Großeltern sowie gegebenenfalls Militärpapiere. Diese Unterlagen mussten die Beamten binnen 14 Tagen beim Behördenleiter einreichen. Konnte der Beamte die erforderlichen Urkunden nicht beibringen, dann musste er versichern, dass er alle Mittel und Wege versucht hatte, und zum Beweis alle Antwortschreiben der von ihm angeschriebenen Standes- und Pfarrämter beifügen. Für Zweifelsfälle sollte dann eine neu eingerichtete Dienststelle des Sachverständigen für Rasseforschung beim Reichsinnenministerium in Berlin zu Rate gezogen werden.
Nach § 6 des Gesetzes konnten Beamte außerdem „zur Vereinfachung der Verwaltung“ ohne Angabe von Gründen in den Ruhestand versetzt werden. Die freiwerdenden Planstellen sollten nicht wieder besetzt werden. Dieser Paragraph wurde „extensiv dazu benutzt“, jene „Nichtarier“ zu entlassen, die als „Altgediente, Kriegsteilnehmer oder Angehörige von Gefallenen“ angeblich ausgenommen werden sollten. Alle genannten Ausnahmeregelungen wurden durch die Nürnberger Gesetze aufgehoben. Jüdische Beamte, die noch ihren Beruf ausüben konnten, wurden spätestens zum 31. Dezember 1935 entlassen.
In rascher Folge wurden zahlreiche Durchführungsverordnungen erlassen. In der Dritten Durchführungsverordnung vom 6. Mai 1933 (RGBl. I, S. 245) wurden als Beamte im Sinne des Gesetzes ausdrücklich Richter, Lehrer, Hochschullehrer und Notare benannt. Mit der Zweiten Verordnung zur Durchführung des Gesetzes zur Wiederherstellung des Berufsbeamtentums vom 4. Mai 1933 wurden auch Angestellte und Arbeiter im Öffentlichen Dienst sowie bei Reichsbank und Reichsbahn einbezogen.
Ein Ruhegehalt wurde nicht allen Gruppen der Zwangspensionierten zugestanden. Die gewährten Ruhestandsbezüge wurden 1938 durch die „Siebente Verordnung zum Reichsbürgergesetz“ reduziert.

## Auswirkung

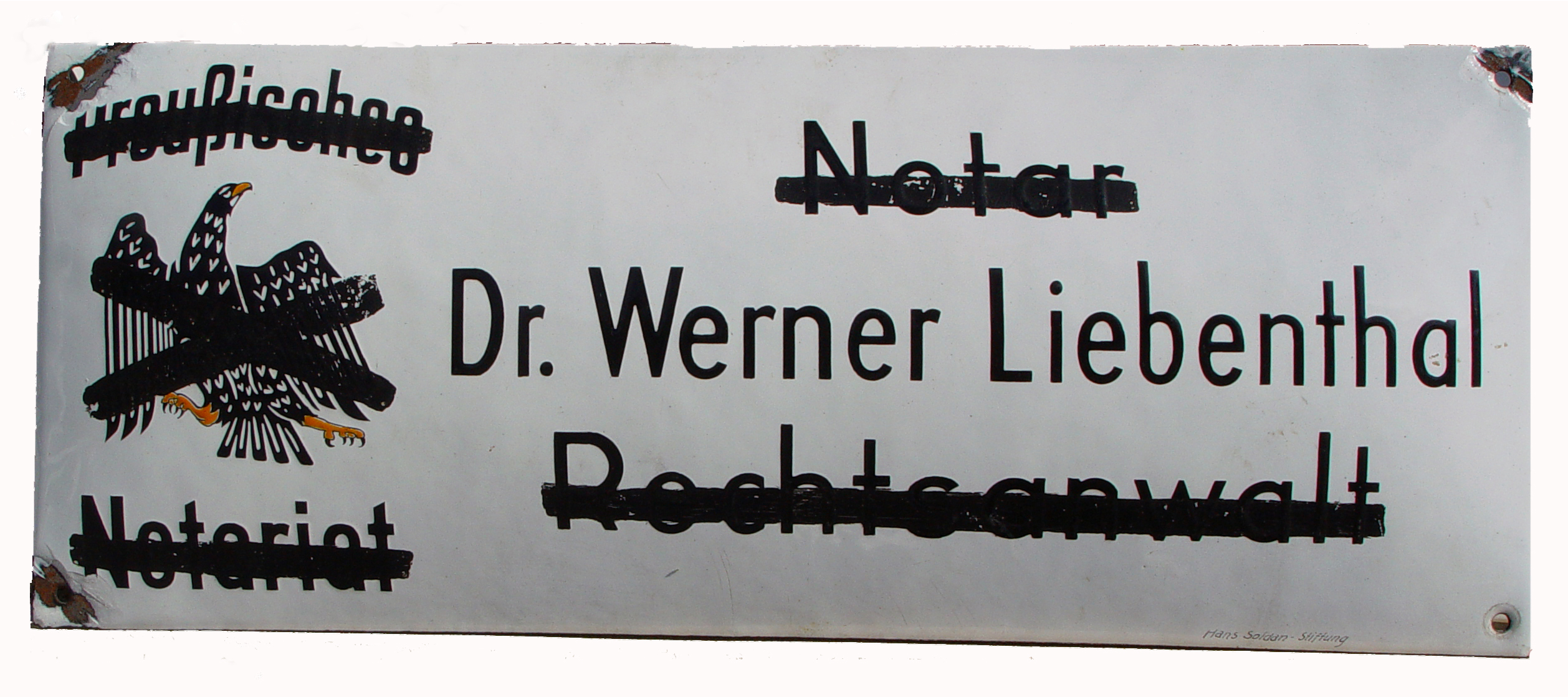
Übermaltes Kanzleischild des Anwalts und Notars Werner Liebenthal in der Martin-Luther-Straße, Berlin 1933, der am 6. Juli 1933 Berufsverbot erhielt

Die Bedeutung dieses Gesetzes reichte, soweit es Juden betraf, weit über den öffentlichen Dienst hinaus und diente als Richtmaß für die Ausübung von „Berufen, mit öffentlich-rechtlicher oder öffentlicher Wirksamkeit“ wie Notaren und Patentanwälten.
Entgegen den Erwartungen der Nationalsozialisten erfüllte eine erhebliche Anzahl jüdischer Beamter die Ausnahmebedingungen der Altbeamtenregelung und des „Frontkämpferprivilegs“. Vermutlich konnte daher zunächst fast die Hälfte der rund 5000 jüdischen Beamten noch im Dienst verbleiben. Später wurde mit der Ersten Verordnung zum Reichsbürgergesetz vom 14. November 1935 der Beamtenstatus an eine neugeschaffene Reichsbürgerschaft gebunden, die „Deutschblütigen“ vorbehalten war: Damit mussten restlos alle jüdischen Beamten Ende 1935 ausscheiden.
Schon in der Weimarer Republik hatte es Maßnahmen gegeben, um durch Stellenabbau die öffentlichen Haushalte zu entlasten. Die Nationalsozialisten nutzten als Entlassungsgrund diese im Paragrafen 6 vorgesehene Möglichkeit in größerem Ausmaß. So wurde in Hamburg bis zum Jahre 1935 die Entlassung bei 555 von 637 Lehrkräften unter Berufung auf § 6 ausgesprochen. Im gleichen Zeitraum wurden jedoch 468 dieser Stellen wieder besetzt, so dass die angebliche Einsparungsmaßnahme eher Vorwand war, um nationalsozialistisch gesinnte Lehrkräfte einstellen zu können.
An den deutschen Universitäten wurden aufgrund des Berufsbeamtengesetzes, der Ersten Verordnung zum Reichsbürgergesetz und ähnlicher Verordnungen 19,5 Prozent des Lehrkörpers entlassen. Prozentual noch stärker betroffen war die relativ kleine Gruppe der Dozentinnen, von denen 35 Prozent die Universität verlassen mussten.

## Reaktionen
Vor allem im Justizbereich waren nationalsozialistische Parteianhänger seit März 1933 gewaltsam gegen Beamte vorgegangen. Richter und Staatsanwälte waren tätlich angegriffen und aus ihren Dienstzimmern vertrieben worden; Landesjustizminister hatten Zwangsbeurlaubungen ausgesprochen und Hausverbote erteilt. Bürgerliche Kreise und der noch nicht von den Nationalsozialisten kontrollierte Teil der Presse zeigten sich daher erleichtert, dass die Ausschreitungen und der „Radau-Antisemitismus“ durch eine gesetzliche Regelung der „Judenfrage“ ein Ende fanden. Die Ansicht, der angeblich übermächtige Einfluss der jüdischen „Fremdkultur“ solle beschnitten werden, war über den Kreis der Parteianhänger hinaus weit verbreitet.
Über eine Reaktion der Hochschulen wurde im April 1933 auf einer Rektorenkonferenz gesprochen, die wenige Tage nach Inkrafttreten des Berufsbeamtengesetzes in Wiesbaden stattfand. Auf dieser Konferenz schlug der Hamburger Rektor vor, über einen gemeinsamen Protest gegen die Entlassungen nachzudenken. Von der Mehrheit der Anwesenden wurde dieser Vorschlag als „gefährlich und aussichtslos“ abgelehnt.

## Deutungen
Saul Friedländer schreibt: „Dieses Gesetz zielte in seiner allgemeinsten Intention darauf, die gesamte Regierungsbürokratie umzugestalten, um ihre Loyalität gegenüber dem neuen Regime sicherzustellen. Seine Ausschließungsmaßnahmen, die für mehr als zwei Millionen staatlicher und städtischer Beschäftigte galten, waren gegen die politisch Unzuverlässigen, hauptsächlich Kommunisten und andere Gegner der Nationalsozialisten, und gegen Juden gerichtet.“
Der Historiker Uwe Dietrich Adam nennt die Bezeichnung „Gesetz zur Wiederherstellung des Berufsbeamtentums“ eine „zynische Umkehrung des eigentlichen Sachverhalts“. Das Gesetz setze zudem eine Zäsur und sei unübersehbarer Anfangspunkt einer formalrechtlich abgesicherten Strategie, die auf die Ausschaltung der jüdischen Minderheit abziele.
Klaus-Detlev Godau-Schüttke schreibt: „Es stellte nichts wieder her, sondern war ein Akt der Verfolgung. Es ermöglichte den neuen Machthabern im Deutschen Reich jüdische und politisch missliebige Beamte, Richter und Staatsanwälte aus dem Dienst zu entfernen“.

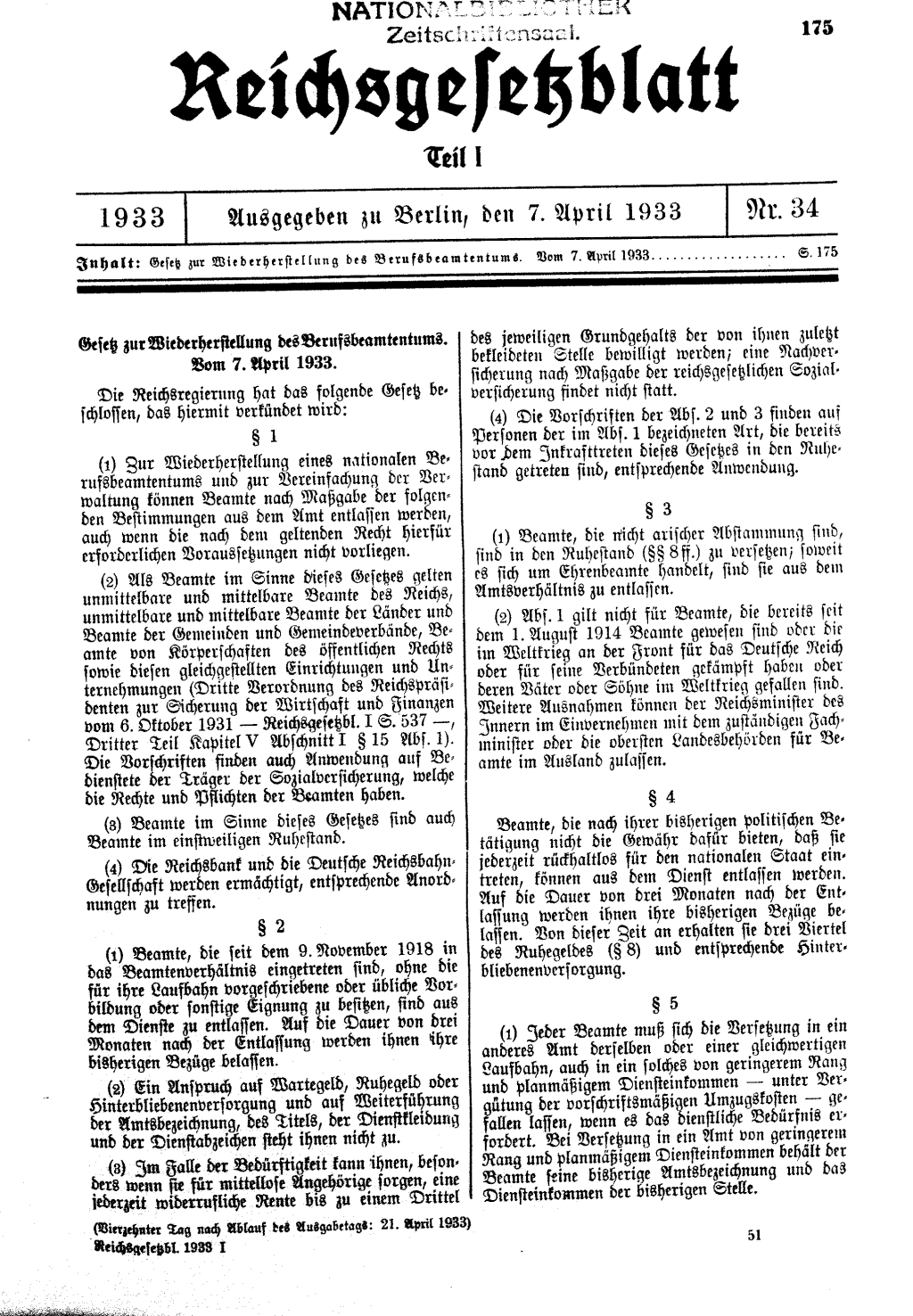
Reichsgesetzblatt vom 7. April 1933: Erstes Blatt des Gesetzes zur Wiederherstellung des Berufsbeamtentums

Peter Longerich stellt heraus, dass die beiden ersten antijüdischen Gesetze vom 7. April 1933 „einen massiven Eingriff in die seit 1871 im Deutschen Reich geltende staatsbürgerliche Gleichberechtigung der Juden“ bedeute.
Daniel Goldhagen wertet die frühen antijüdischen Maßnahmen wie folgt: „Die Eliminierung der Juden war von Anfang an Hitlers Ziel. Es begann schon 1933 mit dem Ausschluss von Juden aus der Gesellschaft.“

## Vergleichbare und ergänzende Regelungen
Die Preußische Sparverordnung vom 12. September 1931 wurde nach der Machtergreifung vielfach dazu benutzt, „zum Zwecke der unumgänglichen Ersparnis an Personalangelegenheiten“ jüdisches und politisch unliebsames Personal zu entlassen. In Frankfurt am Main wurde auf diese Weise Max Beckmann aus seiner Professur an der Städelschule gedrängt, und ebenfalls für Frankfurt sind mehrere Fälle von jüdischen Mitarbeitern an den städtischen Kliniken dokumentiert, die 1933 unter Berufung auf die Preußische Sparverordnung entlassen wurden.
Zeitgleich mit dem BBG wurde am 7. April 1933 das „Gesetz über die Zulassung zur Rechtsanwaltschaft“ ausgefertigt, das entsprechende Regelungen für Anwälte enthielt. Zur Enttäuschung der Antisemiten mussten reichsweit „nur“ rund 40 % der jüdischen Rechtsanwälte ihre Berufstätigkeit beenden, da viele durch das „Frontkämpferprivileg“ geschützt waren.
Am 28. Februar 1934 erging von Reichswehrminister Werner von Blomberg in einem Akt vorauseilenden Gehorsams ein Erlass für die sinngemäße Anwendung des Arierparagraphen auf Offiziere, Unteroffiziere und Mannschaften der Reichswehr. Damit wurde der Antisemitismus erstmals in die Form eines militärischen Erlasses gegossen, während in der Weimarer Zeit der Gleichheitsgrundsatz der Reichsverfassung bereits umgangen und jüdische Bewerber vom Offizierskorps ferngehalten worden waren. In Ausführung des Blomberg-Erlasses wurden in den folgenden Wochen mindestens siebzig Soldaten aus der Reichswehr entfernt.
Am 21. Januar 1935 wurde das Gesetz über die Entpflichtung und Versetzung von Hochschullehrern aus Anlaß des Neuaufbaus des deutschen Hochschulwesens in Kraft gesetzt, das die Versetzung oder Entbindung von amtlichen Verpflichtungen von Professoren ermöglichte, „wenn es das Reichsinteresse erfordert“.

## Wiedergutmachung
Das Gesetz zur Wiederherstellung des Berufsbeamtentums wurde durch das alliierte Kontrollratsgesetz Nr. 1 betreffend die Aufhebung von NS-Recht vom 20. September 1945 aufgehoben. Im Gesetz zur Regelung der Wiedergutmachung nationalsozialistischen Unrechts für Angehörige des öffentlichen Dienstes vom 11. Mai 1951 (BWGöD) wurde den Geschädigten, die bis zum 23. Mai 1949 in das Bundesgebiet zurückgekehrt waren, ein Anspruch auf bevorzugte Wiederanstellung bzw. die Zahlung eines Ruhegehalts gewährt, das der Berechtigte erreicht hätte, wenn er im Dienst verblieben wäre. Diesem Gesetz folgte am 18. Mai 1952 das BWGöD-Ausland für die unter Verfolgungsdruck ausgewanderten Angehörigen des öffentlichen Dienstes. Beide Gesetze wurden durch das Dienstrechtliche Kriegsfolgen-Abschlussgesetz (DKfAG) vom 20. September 1994 aufgehoben.